# آیرون‌ریور (میشیگان)
آیرون‌ریور، میشیگان (به انگلیسی: Iron River, Michigan) یک شهر در ایالات متحده آمریکا با جمعیت ۳٬۰۲۹ نفر است که در میشیگان واقع شده‌است.

## موقعیت جغرافیایی
موقعیت جغرافیایی شهرها و مناطق اطراف به شرح زیر است: